# 贝尔科特
贝尔科特是德国莱茵兰-普法尔茨州的一个市镇。总面积7.18平方公里，总人口82人，其中男性48人，女性34人（2011年12月31日），人口密度11人/平方公里。